# نينا هانسن
نينا هانسن (بالدنماركية: Nina Fahnøe)‏ هي منافسة ألعاب القوى دنماركية، ولدت في 8 مايو 1942.

## وصلات خارجية
- نينا هانسن على موقع أوليمبيديا (الإنجليزية)